# Oto Grigalka
Oto Grigalka   (Madona, 28 de juny de 1925 - Madona, 8 de febrer de 1993) fou un atleta letó, especialista en el llançament de pes i disc, que va competir sota bandera soviètica durant les dècades de 1940 i 1950. Es casà amb la també atleta Mariya Pisareva.
El 1952 va prendre part en els Jocs Olímpics d'Estiu de Hèlsinki, on va disputar dues proves del programa d'atletisme. Fou quarta en la prova del llançament de pes i sisena en el llançament de disc. Quatre anys més tard, als Jocs de Melbourne, fou cinquena en la prova del llançament de disc.
En el seu palmarès destaquen dues medalles en el llançament de pes al Campionat d'Europa d'atletisme. De bronze el 1950, rere Gunnar Huseby i Angiolo Profeti, i de plata el 1954, rere Jiří Skobla. Va destacar en les seves participacions al Festival Mundial de la Joventut i els Estudiants, amb tres medalles de plata consecutives abans de guanyar la medalla d'or el 1955.
A nivell nacional guanyà set campionats soviètics, tres de llançament de pes, de 1952 a 1954, i quatre en el de disc, de 1953 a 1956. En ambdues proves millorà el rècord soviètic en diferents ocasions. Durant la seva carrera fou membre del Dinamo de Moscou i fou entrenat per Leonīds Mitropoļskis. Posteriorment fou entrenador de l'equip soviètic d'atletisme durant 11 anys.

## Millors marques
- Llançament de pes. 17,20 metres (1954)
- Llançament de disc. 56,94 metres (1958)[1][7]